# イイズナ
イイズナ（飯綱、学名：Mustela nivalis）は、食肉目イタチ科イタチ属に属する哺乳類。食肉目最小の種である。北米、北アフリカ、ユーラシア大陸中部から北部に広く分布し、日本では北海道、青森県、岩手県、秋田県に分布する。コエゾイタチとも呼ばれる。

## 形態
体長（頭胴長）オス14–26センチメートル・メス10–20センチメートル、尾長3–9センチメートル。尾率（尾長の頭胴長に対する割合）は短尾型の個体群では25パーセントほどで、長尾型では30–40パーセントに達する。体重オス30–250グラム。メスはオスよりやや小さい。北方よりも南方、東方よりも西方の個体群の方が頭骨が大型化する傾向にあり、性的二型も明瞭となる。夏は背側が茶色で腹側が白色。冬はキタイイズナやニホンイイズナなど北方の亜種では全身純白になるが、ヨーロッパイイズナなど南方の亜種ではあまり白くならない。形態がよく似ているホンドオコジョとは近縁とされる事もあるが、染色体数や染色体構成は大きく異なっている。

## 亜種
亜種は、毛色から「“nivalis”タイプ」（祖先型、夏毛の背腹部境界線が直線状）と「“vulgaris”タイプ」（派生型、夏毛の背腹部境界線が斑紋状）の2型に区別され、また体サイズや尾長の形態により大型・中型・小型の3グループに分けられる。2005年の分類では18亜種が知られている。
Mustela nivalis nivalis Linnaeus, 1766 キタイイズナ
基亜種。ユーラシアに広く分布し、日本では北海道に分布する。模式産地はスウェーデン（ヴェステルボッテン県）。頭胴長オス15.2–23センチメートル、尾率は17–20パーセント。ニホンイイズナより大型だが、ほかの大陸産亜種との比較では小型に分類される。毛色は“nivalis”タイプで、冬毛は白い。
染色体数は2n=42。
Mustela nivalis allegheniensis (Rhoads, 1901)小型亜種。アメリカ（五大湖地域）。模式産地はペンシルベニア州。毛色は“vulgaris”タイプ。
Mustela nivalis boccamela Bechstein, 1800大型亜種。イベリア半島北部からフランス南部、イタリア半島と周辺の島嶼にかけて分布。模式産地はサルデーニャ島。頭胴長21–32センチメートル、尾率は35–39パーセント。毛色は“vulgaris”タイプ。
染色体数は2n=42。
Mustela nivalis campestris Jackson, 1913中型亜種。アメリカ（アイオワ州、サウスダコタ州、ネブラスカ州）。模式産地はネブラスカ州。毛色は“nivalis”タイプ。
Mustela nivalis caucasica (Barrett-Hamilton, 1900)中型亜種。北コーカサスからアナトリアにかけて。模式産地はロシア（ダゲスタン共和国）。毛色は基本的に“nivalis”タイプだが、“vulgaris”タイプのものが同所的に分布する。
Mustela nivalis eskimo (Stone, 1900)小型亜種。アメリカ（アラスカ州）およびカナダ（ユーコン準州）。模式産地はアラスカ州バロー岬。毛色は“nivalis”タイプ。
Mustela nivalis heptneri Morozova-Turova, 1953大型亜種。中央アジアに分布。模式産地はトルクメニスタン。毛色は“nivalis”タイプ。
Mustela nivalis mosanensis Mori, 1927中型亜種。模式産地は朝鮮半島北東部（茂山郡）。頭胴長オス25センチメートル・メス22.5センチメートル、尾長オス3.4センチメートル・メス2.7センチメートル、尾率は17パーセントまたは33パーセント。体重オス80–100グラム、メス50グラム。毛色は朝鮮半島北部では“nivalis”タイプだが、南部では“vulgaris”タイプがみられる。
Mustela nivalis namiyei Kuroda, 1921  ニホンイイズナ Japanese least weasel
日本（本州北部）固有亜種。青森県、岩手県、秋田県に分布する。模式産地は青森県。頭胴長オス14.5–18.2センチメートル・メス11.2–22センチメートル、尾長オス1.9–2.7センチメートル・メス2.1–3.2センチメートル、体重25–250グラム。北海道産キタイイズナよりも小型。毛色は“nivalis”タイプ。
染色体数は2n=38。
Mustela nivalis numidica (Pucheran, 1855)大型亜種。北アフリカから南ヨーロッパにかけての地中海沿岸部。模式産地はモロッコ（タンジェ）。頭胴長21–32センチメートル、尾長は35–39パーセント。毛色は“nivalis”タイプ。
Mustela nivalis pallida (Barrett-Hamilton, 1900)小型から中型亜種。天山山脈、パミール・アルタイ山脈。模式産地はウズベキスタン（フェルガナ州）。毛色は“nivalis”タイプ。
Mustela nivalis pygmaea (J. A. Allen, 1903)最小亜種。シベリア北東部からカムチャツカ半島にかけて分布。模式産地はロシア（ギジガ湾）。頭胴長オス13.5-18センチメートル、尾率は12パーセント。毛色は“nivalis”タイプ。
Mustela nivalis rixosa (Bangs, 1896) アメリカイイズナ
小型亜種。カナダからアメリカ北部にかけて。模式産地はカナダ（サスカチュワン州）。頭胴長オス17.7–20.8センチメートル、尾率は17パーセント。毛色は“nivalis”タイプ。
Mustela nivalis rossica Abramov & Baryshnikov, 2000中型亜種。ウラル山脈以西からベラルーシ、モルドバ北部にかけて。模式産地はウクライナ（ポルタヴァ州）。頭胴長オス15–23.8センチメートル、尾長は20–30パーセント。キタイイズナより大型。毛色は“nivalis”タイプ。
Mustela nivalis russelliana Thomas, 1911小型亜種。模式産地は中国（四川省）。頭胴長オス13.8センチメートル、尾長5.4センチメートル。毛色は“nivalis”タイプ。
Mustela nivalis stoliczkana Blanford, 1877大型亜種。中国西部。模式産地はヤルカンド県。毛色は“vulgaris”タイプ。
Mustela nivalis tonkinensis Björkegren, 1941中型亜種。模式産地はベトナム（サパ）。頭胴長オス20センチメートル、尾長9センチメートル。毛色は“nivalis”タイプ。
Mustela nivalis vulgaris Erxleben, 1777 ヨーロッパイイズナ
中型亜種。スウェーデン南部からイギリス、西・中央ヨーロッパ、南部を除くバルカン半島、クリミア半島にかけて。模式産地はドイツ（ライプツィヒ）。頭胴長オス16–29センチメートル、尾率は18–30パーセント。キタイイズナより大型で、毛色は“vulgaris”タイプで、冬毛は部分的に白くなり、全身が白くなるのは稀。
染色体数は2n=42。
また、2010年に台湾の個体群が亜種M. n. formosanaとして記載されている。
Mustela nivalis formosana Lin, Motokawa & Harada, 2010
模式産地は台湾（嘉義県）。頭胴長オス20.2センチメートル・メス14.8–16.7センチメートル、尾長オス9.3センチメートル・メス6.3–7センチメートル。尾率は42–46パーセント。体重オス95.9グラム・メス45–55グラム。毛色は“vulgaris”タイプ。
染色体数は2n=42。
本種を複数種に分割する説もある。2005年の分類ではエジプト個体群が独立種エジプトイイズナM. subpalmataとして分類されたが、のちに発表された分子系統解析では亜種レベルの分化に留まることが示唆されている。また。2007年には分子系統解析に基づきベトナム北部の個体群をM. tonkinensis、中国四川省の個体群をM. russellianaとする説が提唱されている。そのほか、陝西省南部と四川省北部の個体群を独立種M. aistoodonnivalisとする説もある。
Mustela subpalmata Hemprich & Ehrenberg, 1833 エジプトイイズナ Egyptian weasel
大型種。模式産地はエジプト（カイロ）。頭胴長オス28–40.3センチメートル、尾率は30パーセント。毛色は“vulgaris”タイプ。
2016年に発表されたミトコンドリアDNAによる分子系統解析では、イイズナの地中海沿岸個体群とともに単系統群を形成する結果が得られている。
Mustela aistoodonnivalis Wu & Kao, 1991 Lacked-teeth pygmy weasel
模式産地は中国（陝西省）。頭胴長12.4–15.5センチメートル、尾長5.8–7センチメートル、体重39–48グラム。夏毛は背側が暗褐色で腹側が淡黄色。下顎第二大臼歯を欠く。

## 生態
気性が荒く動きは俊敏。生息地は深い森林や平野、田畑、山地など。日本の東北地方ではおもに平野部や低山部に生息し、北海道では海岸の草原などでもみられる。ネズミ類が主食だが、小鳥、昆虫類、両生類、死肉も食べる。
繁殖期を除いて単独で生活する。行動圏はオス7–15ヘクタール・メス1–4ヘクタール。周年繁殖し、年に1–2回出産する。妊娠期間は34–36日で、1回に1–11頭の幼獣を産む。生後3–4か月で独立する。寿命は野生で1–2年だが、飼育下では10年生存した例もある。
都市部の拡大による森林や池沼の減少とともに繁殖域が狭くなっている。

## 保全状態評価
イイズナ M. nivalis
LEAST CONCERN (IUCN Red List Ver. 3.1 (2001))

亜種 ニホンイイズナ M. n. namiyei
絶滅のおそれのある地域個体群（環境省レッドリスト）
2016年時点のIUCNレッドリストでは、以下の種が独立種として判定・掲載されている。
エジプトイイズナ M. subpalmata
LEAST CONCERN (IUCN Red List Ver. 3.1 (2001))

Sichuan weasel M. russelliana (= M. aistoodonnivalis)
DATA DEFICIENT (IUCN Red List Ver. 3.1 (2001))

Tonkin weasel M. tonkinensis
DATA DEFICIENT (IUCN Red List Ver. 3.1 (2001))

## 文化

### 語源
長野県飯綱（いいづな）山（飯縄山）で修験者が管狐（くだぎつね）と呼ばれるイタチに似た獣を使って呪術を行っていた。その者たちが「飯綱使い（いづなつかい）」と呼ばれたことが語源となっている。

### 伝承
東北地方や信州では「飯綱（いづな、イイズナ）使い」「狐持ち」として管狐を駆使する術を使う家系があると信じられていた。長野県飯綱山の神（飯縄権現）からその術を会得する故の名とされる。
民俗学者武藤鉄城は「秋田県仙北地方ではイヅナと称し、それを使う巫女（エチコ）もいる」とする。また北秋田郡地方では、モウスケ（猛助）とよばれ、妖怪としての狐よりも恐れられていた。
知里真志保は、アイヌ語でエゾイタチは、「ウパㇱ・チロンヌㇷ゚」または「サチリ(sáčiri)」 と称するが、コエゾイタチ（イイズナ）もまた「サチリ」と呼ばれたらしいとしており、「ポイ・サチリ・カムイ(poy-sáčiri-kamuy)」の尊称（「ポイ、ポン」は「小」の意）はコエゾイタチを指すのだろうと推論した。